# Muddenahalli, Koratagere
Muddenahalli là một làng thuộc tehsil Koratagere, huyện Tumkur, bang Karnataka, Ấn Độ.